# Sonic Rush
Sonic Rush es un videojuego de plataformas de 2005 desarrollado por Sonic Team y Dimps para Nintendo DS como parte de la serie Sonic the Hedgehog de Sega. Salió a la venta el 15 de noviembre de 2005 en Norteamérica, el 18 de noviembre en la región PAL y el 23 de noviembre en Japón, y fue el último juego de la serie principal de Sonic producido por Yuji Naka antes de su salida de Sega. Es un videojuego de plataformas en 2D, similar a los juegos anteriores de la serie como Sonic Advance, así como a los posteriores como Sonic Mania. Los niveles son de desplazamiento lateral y se muestran usando ambas pantallas del DS. Sin embargo, las batallas contra jefes, los personajes principales y un escenario especial se renderizan en 3D, creando un efecto 2.5D. La trama sigue las aventuras entrelazadas del personaje principal de la serie, Sonic the Hedgehog, y un nuevo personaje, Blaze the Cat. Luchan respectivamente contra el Doctor Eggman y su doppelgänger Eggman Nega en ciertos puntos.
Se anunció con el título provisional Sonic DS en el Electronic Entertainment Expo (E3) de 2004 y con el nombre final en el E3 de 2005. El formato 2.5D se basó en la idea de Sonic Team de combinar elementos de juegos en segunda y tercera dimensión en la serie. Tras su lanzamiento Sonic Rush fue bien recibido por los críticos, con elogios derivados de las imágenes, la música y la similitud del juego con los juegos anteriores de la serie y las críticas derivadas de su rapidez general. Una secuela, Sonic Rush Adventure, salió a la venta en 2007.

## Sistema de juego

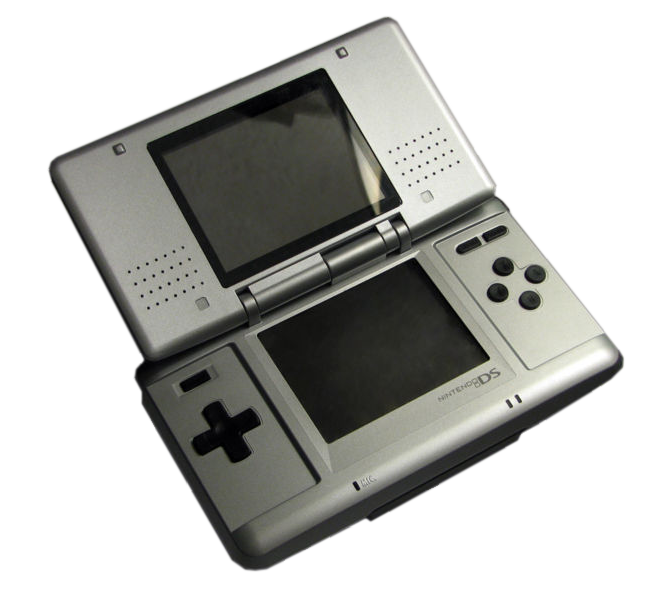
Sonic Rush fue lanzado para Nintendo DS en 2005

Sonic Rush es un videojuego de plataformas en 2D, similar a los juegos anteriores de la serie, así como a los posteriores como Sonic Advance y Sonic Mania. El jugador controla a Sonic the Hedgehog o Blaze the Cat, que difieren en términos de habilidades especiales. En la tradición de los juegos anteriores de Sonic, consiste en moverse rápidamente a través de niveles, recoger anillos y derrotar enemigos. La salud del personaje se restaura mediante la recolección de anillos, pero estos se pierden ya sea cuando el protagonista es atacado por un enemigo o al cruzarse con un obstáculo en su travesía. Comienza con una cierta cantidad de vidas, que se pierden cuando son golpeados sin ningún anillo en su poder, aplastados, ahogados, caídos en un pozo sin fondo o superando el límite de diez minutos del juego. Rush termina cuando el jugador pierde su última vida. Ambas pantallas de la DS se utilizan para mostrar el área de juego, con el personaje moviéndose entre ellas según el diseño de niveles. Los niveles se dividen en «zonas», cada una de las cuales consta de dos actos de juego normal y luego una batalla de jefes en 3D. El curso del juego difiere dependiendo si se elige a Sonic o Blaze; las siete zonas son las mismas, pero se accede a ellas en diferentes órdenes. Durante las batallas contra jefes, Blaze lucha contra el Doctor Eggman y Sonic lucha contra un doppelgänger de él llamado Eggman Nega. A medida que avanzan las historias de los personajes, se encuentran varias veces y se unen en la zona final que viene después de la séptima. Presenta etapas especiales a las que se puede acceder a través de ciertos identificadores para obtener las Chaos Emeralds. Estos escenarios especiales se parecen a los de Sonic the Hedgehog 2 y utilizan los controles del lápiz óptico de la DS.
Las nuevas características incluyen un sistema de calificación que puntúa al jugador en función del tiempo que tarda en completar una zona; pueden volver a los niveles más adelante para intentar obtener una calificación más alta. Hay un sistema de puntos basado en el de Sonic Advance 2 pero que muestra puntos en varias categorías. Sonic Rush presenta un «medidor de tensión» en el lado izquierdo de la pantalla que se llena haciendo trucos y derrotando enemigos. La energía que genera permite usar aumentos de velocidad mientras se mueve; derrotar enemigos, moverse a través del nivel más rápido, lo que resulta en más puntos y una calificación más alta, y cuando se juega como Sonic, acceder a la especial. Aunque Sonic Rush es principalmente bidimensional, hay elementos tridimensionales que crean un efecto 2.5D. Por primera vez en la serie, los sprites de Sonic y Blaze se renderizan en 3D.
Tiene un modo de dos jugadores en el que Sonic y Blaze corren hasta el final de un nivel elegido. También hay una función en la que los jugadores que poseen el juego pueden enviar una demo a otros usuarios de Nintendo DS.

## Trama
Blaze the Cat es sacada de alguna manera de su dimensión nativa al mundo de Sonic. Su mundo tenía siete Sol Emeralds, similares a las Chaos Emeralds, pero fueron robadas por el Doctor Eggman. Luego se propone como objetivo recuperarlos. Mientras busca, se encuentra con Cream the Rabbit y se sorprende por su cortesía. Mientras tanto, Sonic está buscando las Chaos Emeralds, que fueron robadas por el Doctor Eggman Nega, la contraparte alternativa de Eggman de la dimensión de Blaze.
Sonic se encuentra brevemente con Blaze durante su búsqueda, pero ella se marcha antes de que pueda interrogarla. Su amigo Tails se entera de que las dos dimensiones se están fusionando de alguna manera, y ambas colapsarán si no se detiene el proceso. Sospechando de Blaze, Sonic y Tails comienzan a buscarla. Al encontrar a Blaze y Cream, Sonic le pregunta a Blaze sobre su naturaleza, pero ella se niega a dar información y se va con Cream. La sigue a la base de Eggman Nega, donde se revela que Eggman y Eggman Nega están trabajando juntos para recolectar las Chaos Emeralds y las Sol Emeralds. Blaze declara que ella es la única que puede salvar sus mundos, sin la ayuda de nadie. Sonic y Blaze luchan entre sí, hasta que Sonic gana la pelea y Blaze se da cuenta del error de sus caminos.
Después de que Eggman secuestra a Cream, Blaze lo persigue mientras Sonic se enfrenta a Nega. Sonic recolecta la última de las siete Chaos Emeralds y alcanza a Blaze, quien no logra evitar que Eggman y Eggman Nega consuman el poder de las Sol Emeralds para su robot Egg Salamander. A medida que el mundo comienza a desestabilizarse, Sonic y sus amigos ayudan a Blaze a darse cuenta del significado de la amistad. Esto restaura las Sol Emeralds, y Sonic y Blaze usan ambos conjuntos de Emeralds para transformarse en Super Sonic y Burning Blaze. Los dos destruyen el Egg Salamander, restaurando las dimensiones a la normalidad, y Blaze regresa a su mundo, ahora entendiendo mejor sus poderes. Cream se entristece por la partida de Blaze, pero Sonic le asegura que Blaze prometió regresar algún día.

## Desarrollo
Sonic Rush fue desarrollado por Sonic Team en colaboración con Dimps (desarrolladores de la trilogía de Sonic Adventure) y publicado por Sega. Yuji Naka, director general ejecutivo de la empresa, anunció el juego en el Electronic Entertainment Expo (E3) 2004, junto con Project Rub. Una demo del recién titulado Sonic Rush se presentó en el E3 de 2005, y ganó el premio «La mayor sorpresa» de la publicación de videojuegos IGN. Blaze the Cat, un nuevo personaje, se reveló en el Tokyo Game Show (TGS) de 2005. El formato 2.5D del juego se basó en la idea de Sonic Team de combinar elementos de juegos 2D y 3D de la serie. El director Akinori Nishiyama declaró en una entrevista de septiembre de 2005 con GameSpot que Sonic Team «quería mantener los elementos de 2D, pero aún así explorar algunos de los nuevos elementos de 3D». En TGS 2005, declaró que mientras trabajaba en Sonic Advance 3, se dio cuenta de que la serie se estaba volviendo más complicada, y optó por un enfoque de «acción rápida y dinámica» para el siguiente título de la serie.
Sonic Rush presentó a Blaze, quien se ha convertido en un personaje recurrente en la serie. Apareció por segunda vez en Sonic the Hedgehog (2006), y luego en Sonic Rush Adventure, la secuela de Rush, y muchos otros juegos.
La música fue compuesta principalmente por Hideki Naganuma, quien también había hecho la banda sonora de Jet Set Radio. El director de sonido del juego Teruhiko Nakagawa compuso la música adicional, junto con Masayoshi Ishi y Hiroyuki Hamada de T's Music. Componer la música fue un desafío para Naganuma, quien tuvo que trabajar bajo las limitaciones del chip de sonido de la Nintendo DS. Fue lanzado en Japón como un CD, SONIC RUSH Original Groove Rush, el 23 de noviembre de 2005 por Wavemaster Studios. El CD tiene cuarenta y cinco pistas, siete de las cuales son remixes digitales.

## Recepción
Sonic Rush fue lanzado el 15 de noviembre de 2005 en Norteamérica; 18 de noviembre en Europa; y el 23 de noviembre en Japón. Fue el noveno juego de Nintendo DS más vendido en diciembre de 2006. Vendió 360 000 copias en Europa desde marzo de 2006 hasta marzo de 2007. El juego recibió un premio de ventas «Platino» de la Entertainment and Leisure Software Publishers Association (ELSPA), lo que indica ventas de al menos 300 000 copias en el Reino Unido.
El juego recibió críticas «generalmente favorables», según el agregador de reseñas de videojuegos Metacritic. Los críticos elogiaron el juego por el uso de elementos de juegos antiguos de Sonic. GameSpot, IGN y Nintendo Power compararon el juego con juegos más antiguos de la serie, específicamente con los de Sega Genesis. El escritor del personal de GameSpy, Greg Sewart, ofreció una opinión similar, y también elogió el juego por sus «magníficos gráficos». Las imágenes fueron bien recibidas, y algunos las calificaron de «hermosas» y «coloridas». La rapidez general de Rush no fue tan bien recibida. Greg Sewart de GameSpy, aunque dio una crítica en su mayoría positiva, se quejó de que «es tan rápido que casi no puedes saber lo que está pasando la mayor parte del tiempo». 1UP.com y GamePro pensaron de manera similar. La música del juego fue bien recibida, llamada «brillante [y] optimista» por 1UP.com y comparada con la de Jet Set Radio por GameSpot. GameSpy calificó la música como «toda muy adecuada y muy pegadiza», y señaló su uso de muestreo y estructura poco convencional.
En 2008 Sonic Rush se incluyó en el puesto 17 en la lista de IGN de los 25 mejores juegos de DS. En 2009 fue incluido como uno de los «vítores» en la lista de juegos de acción «Cheers & Tears» de IGN para DS.

## Nota
1. ↑  Japonés: ソニック・ラッシュ[2] (Sonikku Rasshu?)